# Decumano Superiore
A Decumano Superiore  egyike a három görög-római időkből származó utcának (decumanus), mely keresztülszeli Nápoly óvárosát. Megnevezését illetően ma három részre van osztva: Via Sapienza, Via Anticaglia és Via Santi Apostoli. A merőleges utcák (római nevükön cardo) találkozásánál alakultak ki római időkben a nagyobb bérházak, azaz insulák. A Vico Purgatorio és a Via San Paolo kereszteződésénél ellipszis alakú boltívek láthatók, amelyek az egykori római kori amfiteátrum maradványai. Számos középkori, reneszánsz, barokk és rokokó palota illetve templom található az utca mentén: Santa Maria Regina Coeli, Santi Apostoli, Santa Maria Donna Regina Nuova, stb.